# Audiorama
Audiorama är en svensk kulturverksamhet för elektroakustisk musik, hörspel och ljudkonst i Stockholm. Den invigdes 2011 i Torpedverkstaden på Skeppsholmen i Stockholm. Förutom att producera, beställa nya verk och samarbeta med residensverksamheterna EMS, IASPIS och VICC, finns också en pedagogisk verksamhet som riktar sig till förskolor och grundskolor, samt kontinuerliga samarbeten med universitet och högskolor såsom Stockholms dramatiska högskola, Kungliga Musikhögskolan i Stockholm, Kungliga Konsthögskolan, Operahögskolan och Stockholms konstnärliga högskola.
Audioramas specialbyggda lokal i Torpedverkstaden hyrdes 2011-2018 av Statens fastighetsverk. Akustiken hade anpassats med hjälp av akustikern Lennart Nilsson och utrustats med 21 högtalare arrangerade i ett 17.4-surroundsystem med högtalare runt publiken i tre höjdnivåer. Rummet rymde 50 sittplatser. Upprustningen av lokalen i Torpedverkstaden var delvis privatfinansierad och möjliggjordes av donationer och sponsorer, med finansmannen Per Josefsson som största enskilda bidragsgivare.  Josefsson drev 2018 på eget initiativ igenom beslutet av Audiorama skulle avsäga sig lokalen och lämna tillbaks kontraktet till hyresvärden. Från och med 2019 driver Audiorama sin verksamhet uppsökande, med gästspel och turnéer i Sverige och utomlands. Sätet är fortfarande i Stockholm.
Verksamheten har helt och hållet finansierats med offentliga medel från och med starten 2011, tack vare kontinuerliga verksamhetsbidrag från Statens Kulturråd, Stockholms Stads Kulturförvaltning och Kulturförvaltningen inom Stockholms Läns Landsting. Audiorama drivs av Karin Starre (verksamhetsledare), Magnus Bunnskog (konstnärlig ledare), Marcus Wrangö (teknisk chef) och Bodil A Bolstad (kommunikatör).
Audiorama har genom åren och drivit festivalerna Sound of Stockholm, Tonband, Dramaton samt medverkat i Sthlm Music & Arts, Edition festival och Norbergfestivalen. Större samarbetsprojekt inkluderar det interaktiva ljudkonstverkprojektet "Compoz" som genomfördes med stöd av Arvsfonden, samt det offentliga ljudkonstprojektet "Ljudbänken" som genomförs tillsammans med Stockholm Konst.
I samband med firandet av Europaåret för kulturarv 2018 permanentarkiverades verken från Ljudbänken i Arctic World Archive.